# Merlançon (Bouches-du-Rhône-Nord)
Pour les articles homonymes, voir Merlançon.
Le Merlançon est un ruisseau du département des Bouches-du-Rhône, en région Provence-Alpes-Côte d'Azur. C'est un affluent de rive droite du fleuve côtier l'Huveaune.

## Géographie
Le Merlançon prend sa source à l'extrémité est du massif de l'Étoile, sur la commune de Saint-Savournin. 
Selon la carte du SANDRE, la source se situe à la pointe est de la commune, à l'emplacement de l'ancien Puits Léonie, à environ 280 mètres d'altitude. Sur la carte de l'IGN, son cours commence nettement en amont, au nord du village de Saint-Savournin, à 420 mètres d'altitude, se poursuit dans le ravin de l'Oraison, avec la fontaine du Seinge, avant d'atteindre le Puits Léonie.
Il traverse les villages de la Bouilladisse et la Destrousse. 
Le Merlançon rejoint l'Huveaune, en rive droite, au lieu-dit Pont-de-Joux, à 178 m d'altitude, entre les communes d'Auriol et de Roquevaire.
La longueur de son cours est de 8,3 km. 

### Communes et cantons traversés
Dans le seul département des Bouches-du-Rhône, le Merlançon traverse six communes : Saint-Savournin (source), Peypin, la Bouilladisse, la Destrousse, Roquevaire et Auriol (confluence).
Soit en termes de cantons : le Merlançon prend sa source dans le canton d'Allauch, et conflue dans le canton d'Aubagne.

### Affluents
Le Merlançon a trois affluents référencés :
- le Vallat des Bœufs (rg), 1,1 km sur la seule commune de Peypin ;
- le ruisseau du Tonneau (rg), 3,9 km sur les deux communes de Belcodène et de La Bouilladisse ;
- le ruisseau du Grand Pré (rd), 3,7 km sur les deux communes de Peypin et de La Destrousse.

Son rang de Strahler est donc de deux.